# Notre-Dame-du-Pé
Notre-Dame-du-Pé település Franciaországban, Sarthe megyében. Lakosainak száma 707 fő (2022. január 1.). Notre-Dame-du-Pé Précigné, Durtal, La Chapelle-d’Aligné és Morannes sur Sarthe-Daumeray községekkel határos.

## Népesség
A település népességének változása:
| Lakosok száma | 642  | 639  | 646  | 634  | 647  | 657  | 674  | 690  | 707  |
|               | 2013 | 2015 | 2016 | 2017 | 2018 | 2019 | 2020 | 2021 | 2022 |